# Schloss Alt-Kainach

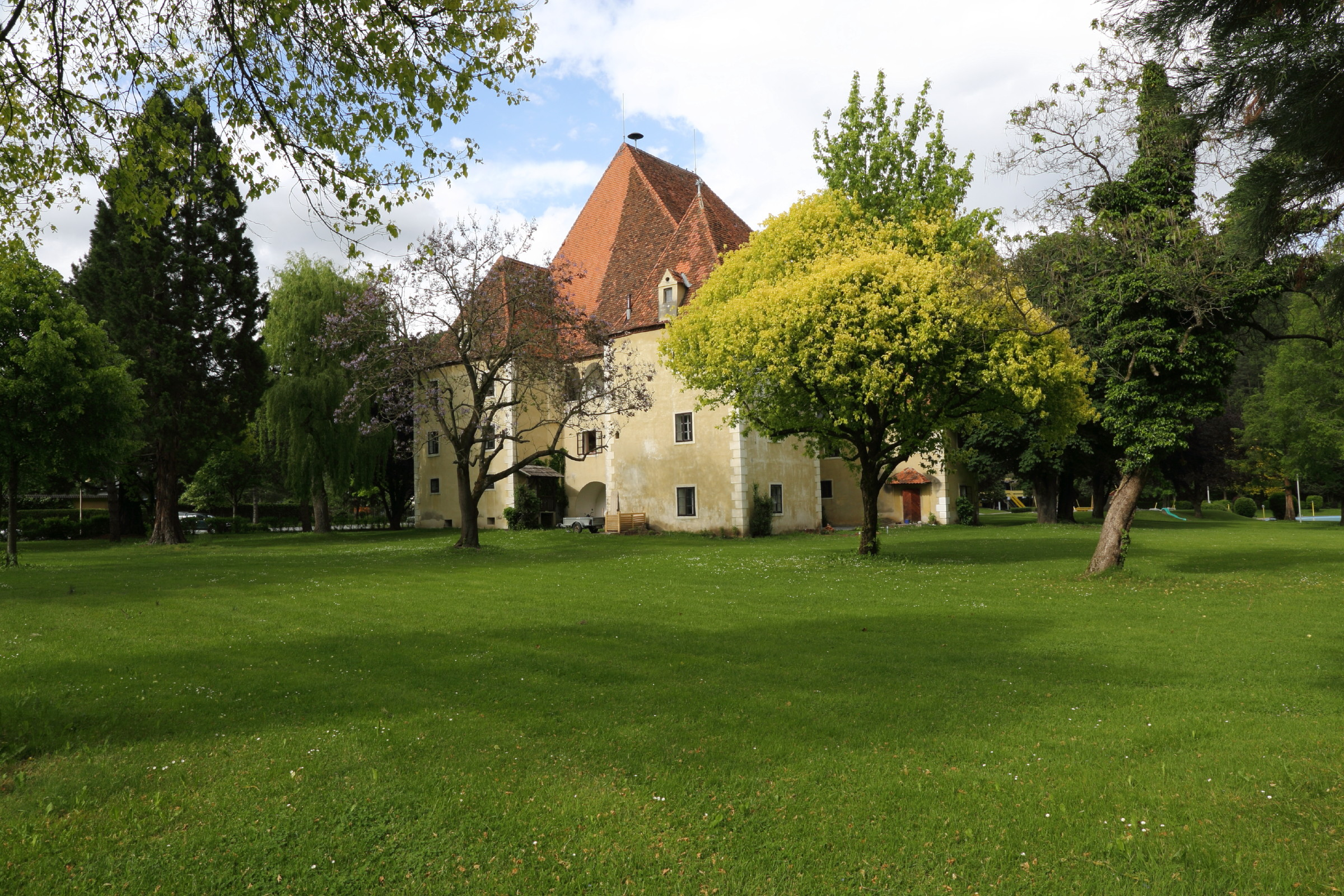
Das Schloss im Mai 2014

Das Schloss Alt-Kainach befindet sich in der Ortschaft Kleinkainach, rund 1,5 km nördlich der Stadt Bärnbach, im Bezirk Voitsberg in der Weststeiermark (Österreich). Die Ursprünge des Schlosses gehen bis auf das 12. Jahrhundert zurück. Es wird derzeit als Museum genutzt.

## Standort
Das Schloss befindet sich in der zur Stadt Bärnbach gehörenden Ortschaft Kleinkainach, etwa 10 Kilometer nördlich der Stadt Köflach. In der Nähe von Alt-Kainach befanden sich früher noch das Schloss Kleinkainach sowie der Turm zu Kainach, welche alle keine Wehrfunktion innehatten, aber als Gutsverwaltung genutzt wurden.

## Geschichte

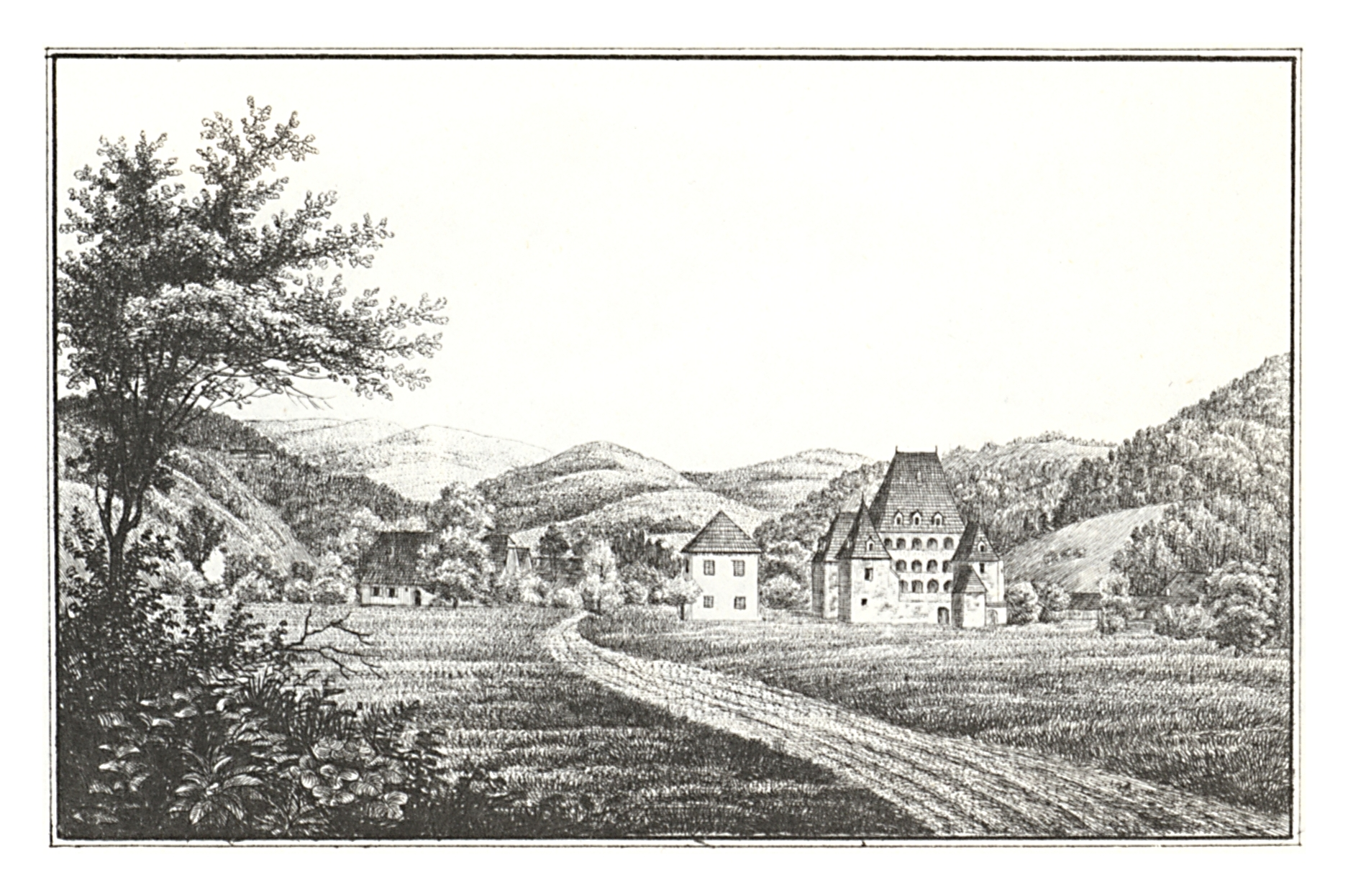
Schloss Alt-Kainach um 1830, Lith. Anstalt J.F. Kaiser, Graz

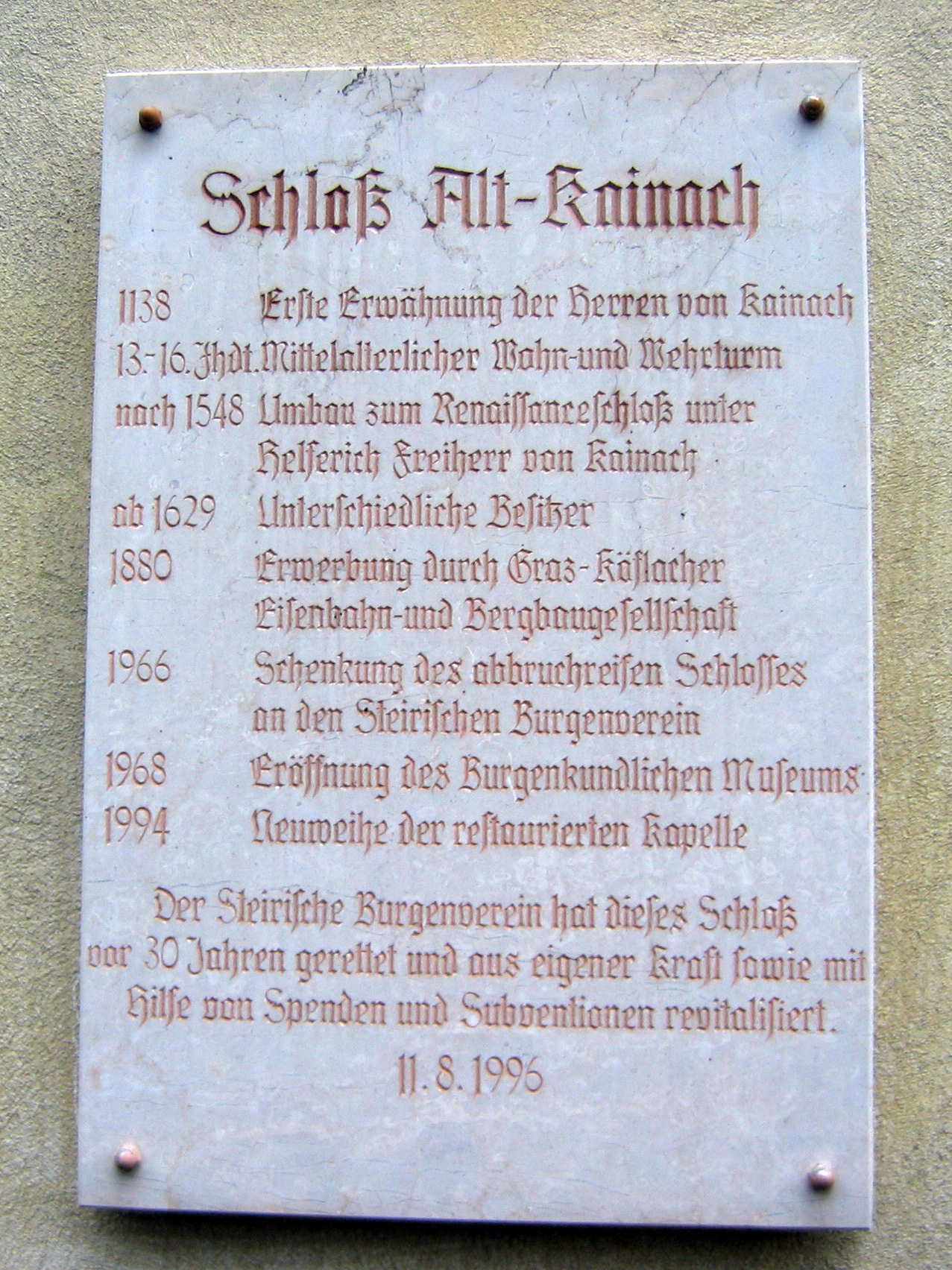
Kurzbeschreibung des Schlosses Alt-Kainach

An der Stelle des heutigen Schlosses befand sich ab dem 12. Jahrhundert ein einfacher Meierhof, welcher im 14. Jahrhundert ausgebaut und mit einer Mauer samt Graben versehen wurde. Anfangs befand sich das Anwesen im Besitz der Kainacher, ehe es an die Hollenecker kam. Für das Jahr 1467 ist ein Besitzstreit um das Anwesen zwischen Rudolf von Holleneck und den benachbarten Krottendorfern belegt. Georg von Holleneck wurde 1480 von Bauern aus Piber erschlagen. Um die Herrschaft behalten zu dürfen, musste Georgs Bruder Konrad 1481 mit den einfallenden Ungarn einen Pakt abschließen. Im Jahr 1548 wurde das Schloss von Helferich von Kainach in seine heutige Form gebracht, wobei der damals vorhandene fünfgeschoßige viereckige Wohnturm in das heutige Gebäude integriert wurde.
Als 1580 der letzte männliche Nachkomme der Hollenecker verstarb, kam Alt-Kainach an Justine, die Witwe des letzten Holleneckers, und deren Töchter Ursula und Johanna. Wahrscheinlich bis in spätgotische Zeit war Alt-Kainach von einer Wehrmauer mit breiten Wassergraben und vier Ecktürmen umgeben. Es wurde bis in das 17. Jahrhundert hinein ausgebaut. Johann Ferdinand Tierndl kaufte 1610 das Schloss und seine Familie wurde 1665 in den Freiherrenstand erhoben. Zu jener Zeit war die Herrschaft Alt-Kainach sehr klein und verfügte über keine Untertanen. Als es 1680 in der Gegend um Bärnbach zu einem Ausbruch der Pest kam, verbot man den Bediensteten den Ausgang und die Einbringung der Ernte, um eine Ausbreitung auf das Schloss zu verhindern.
Im Jahr 1716 erwarb Paul Ernst von Aposteln das Anwesen. Als es 1755 zwangsversteigert wurde, bekam Franz Josef Freiherr von Moscon den Zuschlag. Anna von Moscon verkaufte das Schloss im frühen 19. Jahrhundert an ihren Vater Anton von Schellenbauer. Ihm folgten 1811 Franz Sprung, 1818 Anton Hofer auf Hochenberg und 1880 die Graz-Köflacher Eisenbahn- und Bergbaugesellschaft im Besitz nach. Die Graz-Köflacher Eisenbahn- und Bergbaugesellschaft richtete im Schloss Arbeiterwohnungen ein. Das renovierungsbedürftige Gebäude wurde 1966 von der Graz-Köflacher Eisenbahn- und Bergbaugesellschaft dem Steirischen Burgenverein geschenkt. Dieser ließ das Schloss ab 1968 renovieren und legte dabei die alten Decken wieder frei und entfernte eingebaute Zwischenwände. Ebenso wurden die Schlosskapelle restauriert sowie die Fassaden erneuert. Außerdem wurde 1972 ein Burgenmuseum eingerichtet.

## Schloss
Das heutige Schlossgebäude im Stil der Renaissance stammt großteils aus dem 16. bis 17. Jahrhundert. Es handelt sich dabei um einen wuchtigen, dreistöckigen Viereckbau mit einem hohen Giebeldach. Über dem Haupttrakt selbst befindet sich ein hohes und steiles Walmdach, welches ungefähr nochmal so hoch wie das darunterliegende Gebäude ist. An der südlichen und westlichen Fassade sind zwei starke Ecktürme mit anschließenden Bogengängen angebaut. Diese sind im Süden dreigeschoßig während sie im Westen nur im obersten Geschoß vorhanden sind. Die nach außen gerichteten Bogengänge gelten als einmalig in Österreich. Zwischen den Ecktürmen an der nördlichen und östlichen Fassade befinden sich eingestellte Zimmerfluchten. Im Nordosten des Schlosses befindet sich zwischen dem Haupttrakt und einen kleinen Trakt, der früher als Pförtnerhaus gedient haben könnte, steht ein Torturm. Im Haupttrakt des Schlosses kann man noch den früheren, fünfgeschoßigen und mittelalterlichen Wohnturm erkennen.
Direkt hinter dem Eingangsportal befindet sich ein großer gewölbter Vorraum mit einer breiten Treppe in die Obergeschoße. In einigen Wohnräumen befinden sich Holzdecken. Ansonsten hat sich aufgrund der langjährige Nutzung als Arbeiterwohnhaus nichts der ursprünglichen Einrichtung erhalten.
Die zweigeschoßige, dem heiligen Florian geweihte Schlosskapelle befindet sich im Erdgeschoß des südöstlichen Traktes und wird von einem Kreuzgratgewölbe überspannt. Sie erhielt im Jahr 1737 von Papst Clemens XII. die Messlizenz, wurde um 1830 nur mehr als Lagerraum genutzt und erhielt am 20. April 1843 erneut eine Messlizenz. Ab 1938 diente die Kapelle als Schreinerwerkstatt und als Aufbahrungshalle für die Bewohner des Schlosses und für Mitarbeiter der Graz-Köflacher Eisenbahn- und Bergbaugesellschaft. Im Jahr 1946 wurde die Kapelle erneut konsekriert und erhielt erneut eine Messlizenz. Der im Stil der Renaissance gestaltete Altar stammt aus dem Jahr 1630 und sein aus dem zweiten Viertel des 18. Jahrhunderts stammende Altarblatt zeigt den heiligen Florian sowie eine Ansicht des Schlosses. Weiters befinden sich in der Kapelle Statuen der Heiligen Sebastian und Rochus die aus derselben Zeit wie das Altarblatt stammen. In der Sakristei wurde bei Renovierungsarbeiten eine mittelalterliche Schießscharte freigelegt.
Das Schloss ist von einem großen Park umgeben, der auch Teil des benachbarten Schlossbades Bärnbach ist und ab 1966 angelegt wurde.

## Museum
Der Burgenverein restaurierte das Gebäude und richtete darin das „Burgenkundliche Museum“ ein, das 1972 eröffnet wurde. Im Erdgeschoß befindet sich ein Überblick über die steirischen Burgen und Schlösser und der mit ihnen verbundenen Sagen sowie ein Raum mit einer von Ernst Reinhold Lasnik gestalteten dauerhaften Sonderausstellung mit dem Titel "Rund um den Heiligen Berg" aus dem Jahr 1996. Im Obergeschoß befinden sich Burgenmodelle und es werden die Beziehungen zwischen verschiedenen steirischen Persönlichkeiten aus Politik, Kunst und Wissenschaft zu den steirischen Burgen erklärt.